# Tom Götz
Tom Götz (* 11. Februar 1985 in Berlin) ist ein deutscher Volleyball- und Beachvolleyballspieler.

## Sportliche Karriere
Tom Götz begann 1994 mit Hallenvolleyball. Seit 2000 spielte er national und gelegentlich auch international Beachvolleyball mit verschiedenen Partnern: Mit René Benthien, mit Matthias Pompe, mit Hannes Goertz und mit Tilo Backhaus. Mit Markus Böckermann erreichte Tom Götz 2008 den dritten Platz bei den deutschen Meisterschaften. Seine weiteren Mitspieler waren Florian Karl, Marcus Popp, Dirk Böckermann und  Steffen Drößler.
2004 erreichte er mit Stefan Uhmann den vierten Platz bei der Junioren-Weltmeisterschaft in Porto Santo.
Tom Götz war auch als Hallenvolleyballer aktiv und spielte beim VC Olympia Berlin in der Zweiten Bundesliga und zuletzt beim SV Lindow/Gransee in der Dritten Liga.

## Privates
Tom Götz jüngere Schwester Nora spielte ebenfalls Volleyball. Ebenso hat er zwei jüngere Brüder, Leo und Ole.